# Trichoferus holosericeus
Trichoferus holosericeus es una especie de coleóptero polífago de la familia de los cerambícidos. Se distribuye por toda la cuenca del Mediterráneo.

## Características
Los adultos tienen una longitud entre 13 y 24 mm. Son de color marrón rojizo, y están cubiertos de una vellosidad blanquecina. Las antenas llegan a alcanzar 2/3 de la longitud corporal.

## Biología
Las larvas se alimenta de la madera de muy diversos árboles de hoja caduca, como nogales, ficus, chopos, árboles frutales, castaños, robles, etc. Los adultos se pueden encontrar entre junio y agosto con un ciclo vital que dura entre 2 y 3 años.